# Puccinia dyssodiae
Puccinia dyssodiae ist eine Ständerpilzart aus der Ordnung der Rostpilze (Pucciniales). Der Pilz ist ein Endoparasit der Korbblütlergattung Dyssodia. Symptome des Befalls durch die Art sind Rostflecken und Pusteln auf den Blattoberflächen der Wirtspflanzen. Sie ist im südlichen Nordamerika verbreitet.

## Merkmale

### Makroskopische Merkmale
Puccinia dyssodiae ist mit bloßem Auge nur anhand der auf der Oberfläche des Wirtes hervortretenden Sporenlager zu erkennen. Sie wachsen in Nestern, die als gelbliche bis braune Flecken und Pusteln auf den Blattoberflächen erscheinen.

### Mikroskopische Merkmale
Das Myzel von Puccinia dyssodiae wächst wie bei allen Puccinia-Arten interzellulär und bildet Saugfäden, die in das Speichergewebe des Wirtes wachsen. Ihre Spermogonien und Aecien sind unbekannt, gleiches gilt für die Uredien des Pilzes und ihre Uredosporen. Die auf den Wirtsblättern und -stängeln wachsenden Telien der Art sind schwarzbraun, kompakt und unbedeckt. Die kastanienbraunen Teliosporen sind zweizellig, in der Regel lang keulenförmig bis langellipsoid und 40–60 × 18–23 µm groß. Ihre Stiele sind 30–40 µm lang.

## Verbreitung
Das bekannte Verbreitungsgebiet von Puccinia dyssodiae umfasst Arizona und Nuevo León.

## Ökologie
Die Wirtspflanzen von Puccinia dyssodiae sind Dyssodia greggii und D. pentachaeta. Der Pilz ernährt sich von den im Speichergewebe der Pflanzen vorhandenen Nährstoffen, seine Sporenlager brechen später durch die Blattoberfläche und setzen Sporen frei. Die Art durchläuft einen Entwicklungszyklus, von dem bislang nur Telien sowie deren Wirt bekannt sind; Uredien, Spermogonien und Aecien konnten ihr nicht zugewiesen werden.